# 除脳硬直
除脳硬直（じょのうこうちょく、英: decerebrate posturing）は、中枢神経の障害により、四肢の抗重力筋が収縮した際にみられる異常肢位のひとつ。除皮質硬直よりも重症とされ、延髄よりも中枢側に病変はあり、中脳や橋の損傷によるものが多い。

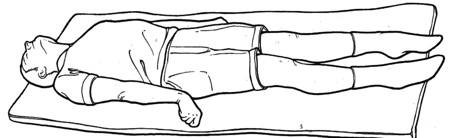
除脳硬直でみられる異常肢位

## 症候
両上肢は肘で伸展、前腕は回内、手関節は軽度屈曲する。両下肢は股関節で内転、膝関節で伸展し、足関節は底屈をする。体幹は弓なり反張を呈することがある。
除脳硬直があるとき、頭部を左や右に向けると、向けた側の上下肢は伸展し、反対側の上下肢は屈曲する（強直性頚反射、tonic neck reflex）。これは原始反射のひとつである。

## メカニズム
除脳硬直は前庭神経核および橋網様体を中枢とする反射で起こると考えられる。骨格筋の筋緊張はこの二つの神経核から出る内側縦束および外側前庭脊髄路という二つの伝導路からの支配を受けている。前庭神経核の内側核および橋網様体から発する内側縦束は脊髄前角にある抑制性介在ニューロンを通して、下位運動ニューロンの興奮を抑制している。一方前庭神経外側核から発する外側前庭脊髄路は同じ骨格筋でも屈曲筋への運動ニューロンに対しては抑制性に働き、体幹筋や伸展筋へのそれに対しては興奮性介在ニューロンを通して興奮を促進している。抑制性の支配は、同時に赤核脊髄路、皮質脊髄路などを通じ、より上位中枢からの支配も受けている。
中脳以上からの信号入力がなくなると、体幹筋や伸展筋では抑制性入力が相対的に弱まり、まず筋紡錘を支配するγ運動ニューロンの発火が亢進する。これにより脊髄反射経路を通った興奮がα運動ニューロンを興奮させて筋緊張の亢進状態が持続するのである。実際に実験動物において、脳幹を中脳の上丘と下丘の間のレベルで離断すると、除脳硬直の状態を起こすことができる。

## 臨床応用
除脳硬直があれば即座に重度の意識障害と診断される重要な症候であり（ただし脳幹は機能しており、まだ脳死には達していない状態である。）、意識障害の評価尺度であるグラスゴー・コーマ・スケールでは除脳硬直ならば4点（開眼1点＋言語1点＋運動2点。運動が1点の場合は「緩徐な伸展運動」さえも起きず、さらに悪い脳死の可能性もありうる場合。開眼機能や言語機能がある程度保たれていれば当然除脳硬直とはいえない）、ジャパン・コーマ・スケールでは200、エマージェンシー・コーマ・スケールでは200Eと評価される。
原因疾患としては脳出血（脳内出血、クモ膜下出血）、脳底動脈血栓症、脳腫瘍などがあり、この徴候が見られる時は予後が悪いとされる。クモ膜下出血では主な重症度分類（HuntとHessの分類やHuntとKosnikの分類）で除脳硬直の有無が診断の必須項目となっており、手術適応など治療方法が変わってくるため重要視される（その項を参照）。